# Torus palatini
Il torus palatini è un'esostosi del palato, struttura ossea anomala posta lungo la linea mediana.
Si sviluppa lentamente e di solito non è clinicamente presente fino all'età adulta. La prevalenza è approssimativamente 27/1000 adulti, e le donne sono più colpite.
Il torus può essere singolo o multilobulato, solitamente con superficie liscia. Il diametro è di circa 3-4 centimetri.
I tori non richiedono alcun trattamento se non in caso di interferenze funzionali, quando si hanno disturbi alla dentizione, al linguaggio, alla masticazione, al respiro, o in caso di ricorrenti traumi della mucosa come ulcerazioni. In tali situazioni l'esostosi viene escissa facilmente mediante scalpello.
Differenti tipi di esostosi orale si localizzano, in ordine di frequenza, sul palato; sull'osso mandibolare nella faccia linguale; sul versante laterale dell'alveolo mascellare.
La sindrome di Gardner può essere associata con osteomi che possono essere identici ai tori.